# MBDA
MBDA è il principale consorzio europeo costruttore di missili e tecnologie per la difesa per i settori dell'aeronautica, della marina militare e delle forze armate terrestri. La ragione sociale non è un acronimo ma comunque ricorda le società da cui è nata attraverso varie fusioni: Matra, BAE Dynamics, Alenia. La sede principale di MBDA è sita nel comune di Le Plessis-Robinson, poco fuori Parigi, mentre le sedi principali di MBDA Italia e MBDA U.K. sono rispettivamente a Roma e Stevenage. MBDA è controllata con uguali regole di Corporate Governance da Airbus Group (37,5%), BAE Systems (37,5%) e Leonardo (25%).
MBDA impiega circa 15000 persone: oltre 5000 in Francia, oltre 4000 nel Regno Unito, oltre  2000 in Italia, 1250 in Germania e 70 negli USA.
Nel 2023, MBDA ha realizzato ricavi per 4,5 miliardi di euro, ordini per 9,9 miliardi di euro, con un portafoglio di ordini di 28 miliardi di euro.
MBDA è il leader europeo nel mercato dei missili (oltre 40% della quota di mercato). Con il 16% del mercato mondiale (dati 2024), MBDA occupa il terzo posto mondiale dietro le statunitensi Lockheed Martin e Raytheon.
MBDA è guidata da un comitato esecutivo di otto manager, espressione delle nazioni di MBDA, più un Chief Executive Officier.

## Storia
Le società aerospaziali europee cominciarono a raggrupparsi nel 1996 con la fusione della francese Matra Défense e della britannica BAe Dynamics, che crearono Matra BAe Dynamics. Nel 1998 la fusione della britannica General Electric Company e dell'italiana Alenia Difesa fa nascere l'Alenia Marconi Systems. Poi nel 1999 le francesi Aérospatiale e Matra si uniscono nella Aérospatiale-Matra.
La MBDA nasce nel 2001 dalla volontà di creare un missile europeo (si parlava della creazione di una "Airbus dei missili"), c'è la fusione di Matra BAe Dynamics (controllata al 50% European Aeronautic Defence and Space Company e al 50% di BAE Systems), Aérospatiale-Matra Missiles (controllata al 100% da EADS) e Alenia Marconi Systems (controllata al 50% da Finmeccanica e al 50% da BAE Systems).
Nel 2006 la tedesca LFK GmbH è stata acquistata da MBDA.
Una riorganizzazione dei vari siti di questi gruppi si è conclusa nel 2009 con il consolidamento di vari siti nell'Île-de-France a Le Plessis-Robinson.

## Struttura
Azionisti
- Airbus Group: 37,5%
- BAE Systems: 37,5%
- Leonardo: 25%

Principali Partecipazioni
- MBDA UK Ltd - Stevenage - 100%
- MBDA France S.A. - Parigi - 100%
- MBDA Italia S.p.A. - Roma - 100%
- LFK - Lenkflugkörpersysteme GmbH - Schrobenhausen 100%
- MBDA Treasure Company Ltd - Jersey - 100%
- MBDA Inc. - Arlington (Virginia)[1] - 100%
- MBDA España S.L. - Madrid - 100%
- MBDA Services S.A. - Parigi - 99.76%

Società
- MBDA France: 100% integrated organization
- MBDA UK: 100% integrated organization
- MBDA Italia: 100% integrated organization
- MBDA Deutschland: 100% (ex LFK GmbH)
- MBDA USA/MBDA Incorporated/MBDA Inc: 100% accordo legale con US DoD

Sussidiarie
- Bayern-Chemie: www.bayern-chemie.com
- Matra Electronique: www.matra-electronique.com
- TDW:
- Roxel: www.roxelgroup.com
- Eurosam: www.eurosam.com

MBDA Inc.
- MBDA Incorporated: www.mbdainc.com

## Sedi
Francia MBDA-France
- Compiègne
- Le Plessis-Robinson
- Bourges
- Selles-Saint-Denis

 Regno Unito MBDA-UK
- Londra
- Stevenage
- Bristol
- Lostock

 Italia MBDA-Italia
- Roma
- Fusaro (Fraz. di Bacoli)
- La Spezia

 Germania MBDA-Deutschland
- Schrobenhausen
- Ulma
- Unterschleißheim
- Aschau am Inn

 Belgio MBDA
- Bruxelles (ufficio di rappresentanza)

 Stati Uniti MBDA Incorporated
- Arlington, Virginia (ufficio di rappresentanza)
- Westlake Village, California

## Produzione
- Ground Based Air Defence - difesa antiaerea
  - Aspide 2000
  - CAMM
  - EMADS
  - Sky Warden
  - VL MICA NG
  - VL MICA TACTICAL OPERATING CENTRE
  - Mistral family
  - Licorne 02
  - Mistral 3
  - Mistral Atlas
  - Mistral Atlas RC
  - Mistral MANPADS
  - Aster 15/30
  - SAMP-T
  - Jernas
  - LFK NG
  - MCP (Mistral Coordination Post)
  - MISTRAL 2
  - MISTRAL Albi
  - MISTRAL Atlas
  - Spada 2000
- Air Dominance - superiorità aerea
  - Meteor
  - Brimstone
  - Smart glider
  - Spear
  - Storm shadow/scalp
  - Taurus Kepo 350 E
  - AASM
  - ALARM
  - ASMP-A
  - ASRAAM
  - BANG
  - DDM NG
  - Diamond Back
  - Eclair M
  - Meteor
  - MICA
  - PGM
  - RAIDS / ACTIONS
  - Saphir 400
  - Saphir-M
  - Spectra
  - Spirale
  - Storm Shadow /SCALP
  - Taurus KEPD 350

- Battlefield Engagement - combattimento terrestre
  - Akeron MP
  - Enforcer
  - Lynkeus impact turret
  - Surface Launched Brimstone
  - Akeron LP
  - Mistral ATAM
  - Pars 3 LR
  - Brimstone
  - DEDALE
  - Eryx
  - MILAN
  - MILAN ER
  - MISTRAL ATAM
  - PARS 3 LR
  - Souvim
  - Fire Shadow
- Maritime Superiority - superiorità marittima
  - Albatros NG
  - Mistral Simbad RC
  - Sea Ceptor
  - Akeron MD Sea Launched
  - Maritime Brimstone
  - Exocet Mobile Coastal Defence System
  - Marte family
  - Marte ER
  - Marte MK2/N
  - Marte MK"/S
  - Marte Mobile Coastal Defence System
  - Teseo/Otomat family
  - Albatros
  - Aster 15 & 30 PAAMS
  - Aster 15 SAAM
  - Exocet Family
  - Exocet AM39
  - Exocet MM40 Block3C
  - Exocet SM39
  - MARTE MK2
  - MILAS
  - MISTRAL Simbad
  - MISTRAL Tetral
  - SCALP Naval
  - Sea Skua Mk2
  - Otomat MK2 Block IV/Teseo Mk2 A
  - VL MICA
  - VL MICA RVL MICA NG
  - VL SEAWOLF